# 津島 (徳島県)
津島（つしま）は、徳島県牟岐町に位置する無人島。

## 地理
出羽島の北端から東方約2kmに位置する小島。中央が細く、東西2つに大きく分かれ、最後部は標高44mである。島はシイの常緑広葉樹に覆われ、岸壁にはアコウ・クロマツが繁茂し、暖地性樹林の代表的なものが多いので、1973年（昭和48年）4月に『津島の暖地性植物群落』の名で国天然記念物に指定された。
津島も大島とともに釣りのメッカで、周辺の小島を7区域に分け、抽選で磯上がりしている。